# Enrico Bagnoli (auteur)
Pour les articles homonymes, voir Enrico Bagnoli et Bagnoli (homonymie).
Enrico Bagnoli (1925-2012) est un auteur de bande dessinée et responsable éditorial italien actif de 1940 à sa mort.